# G.728
G.728은 초당 16 kbit로 동작하는 음성 부호화를 위한 ITU-T 표준이다.

## 같이 보기
- 코덱
- 오디오 코덱의 비교